# European Rugby Challenge Cup 2018-2019
La European Rugby Challenge Cup 2018-19 (in inglese 2018-19 European Rugby Challenge Cup; in francese Challenge européen 2018-19) fu la 5ª edizione della European Rugby Challenge Cup, competizione per club di rugby a 15 organizzata da European Professional Club Rugby come torneo cadetto della Champions Cup, nonché la 23ª assoluta della Challenge Cup.
Si tenne dal 14 ottobre 2018 al 10 maggio 2019 tra 20 squadre provenienti da 7 federazioni (Francia, Galles, Inghilterra, Irlanda, Italia, Romania e Russia).
18 club giunsero alla competizione direttamente dai propri campionati nazionali e 2 — la rappresentante della Russia e quella della Romania, che fu ammessa al posto di quella della Germania per potenziale conflitto d'interessi — dal Continental Shield organizzato da Rugby Europe e Federazione Italiana Rugby.
La vittoria arrise al Clermont, alla sua terza affermazione nel torneo, che nella finale tutta francese tenutasi a Newcastle upon Tyne batté La Rochelle per 36 a 16 dominando una gara mai messa in discussione, in cui gli avversari marcarono la loro unica meta a poco meno di un quarto d'ora dalla fine dell'incontro.
Con tale vittoria il Clermont raggiunse gli inglesi Harlequins a quota 3 in testa alla classifica di Challenge Cup vinte.

## Formula
Le 20 squadre furono determinate nel modo seguente:
- 18 squadre europee non qualificate alla Champions Cup 2017-18[2] di cui:
  - le 4 squadre della English Premiership 2017-18 classificatesi dall'ottavo all'undicesimo posto e la vincitrice del Championship della stessa stagione
  - le 6 squadre del Top 14 2017-18 dal settimo al dodicesimo posto, la squadra campione del Pro D2 e la vincente del playoff Top14 / ProD2 della stessa stagione
  - le 5 peggiori squadre (escluse le due sudafricane) del Pro14 2017-18 indipendentemente dalla federazione di appartenenza: le ultime tre più le due perdenti il play-off di Pro12 per la Champions Cup
- 2 squadre provenienti dal Continental Shield 2017-18[2]: per regolamento avrebbero dovuto essere la vincitrice e la finalista sconfitta di tale competizione, rispettivamente lo Enisej-STM e l'Heidelberg RK[3] ma quest'ultima squadra fu esclusa a favore della migliore semifinalista del torneo, la rumena Timişoara, perché il maggiore azionista del club tedesco, l'industriale svizzero Hans-Peter Wild, era dal 2017 proprietario anche dello Stade français militante nella stessa competizione[4], configurando quindi un rischio di conflitto d'interessi che European Professional Club Rugby risolse decretando l'inidoneità dell'Heidelberg a disputare il torneo[4].

Le 20 squadre qualificate furono ripartite in 5 gironi da 4 squadre ciascuno.
A passare ai quarti di finale furono le cinque vincitrici di girone e le tre migliori seconde classificate; alle cinque vincitrici fu assegnato il seeding da 1 a 5, alle seconde da 6 a 8.
I quarti di finale si tennero in casa con delle squadre con i seeding da 1 a 4 che ricevettero rispettivamente le qualificate con il seeding da 8 a 5.
Le semifinali si tennero tra i vincitori dei quarti di finale.
La finale si tenne al St James' Park di Newcastle upon Tyne, in Inghilterra.
Tutte le fasi a eliminazione si tennero a gara unica.

## Squadre partecipanti

### Classificazione per torneo
|   | Top 14          | Premiership | Pro12    | Continental Shield |
| - | --------------- | ----------- | -------- | ------------------ |
| 1 | La Rochelle     | Sale Sharks | Benetton | Enisej-STM         |
| 2 | Pau             | Northampton | Ospreys  | Timişoara          |
| 3 | Clermont        | Harlequins  | Connacht |                    |
| 4 | Bordeaux Bègles | Worcester   | Zebre    |                    |
| 5 | Agen            | Bristol     | Dragons  |                    |
| 6 | Stade français  |             |          |                    |
| 7 | Perpignano      |             |          |                    |
| 8 | Grenoble        |             |          |                    |

### Composizione dei gironi
| Fascia | Girone 1       | Girone 2        | Girone 3    | Girone 4   | Girone 5    |
| ------ | -------------- | --------------- | ----------- | ---------- | ----------- |
| 1      | Sale Sharks    | Benetton        | La Rochelle | Pau        | Northampton |
| 2      | Ospreys        | Harlequins      | Connacht    | Clermont   | Zebre       |
| 3      | Worcester      | Bordeaux Bègles | Bristol     | Dragons    | Agen        |
| 4      | Stade français | Perpignano      | Grenoble    | Enisej-STM | Timişoara   |

## Fase a gironi

### Girone A
|            | Incontri girone 1       |       |
| ---------- | ----------------------- | ----- |
| 13-10-2018 | Timişoara — Dragons     | 17-54 |
| 13-10-2018 | Northampton — Clermont  | 20-41 |
| 19-10-2018 | Dragons — Northampton   | 21-35 |
| 20-10-2018 | Clermont — Timişoara    | 70-12 |
| 8-12-2018  | Timişoara — Clermont    | 14-47 |
| 8-12-2018  | Northampton — Dragons   | 48-14 |
| 15-12-2018 | Timişoara — Northampton | 0-28  |
| 15-12-2018 | Clermont — Dragons      | 49-24 |
| 11-01-2019 | Dragons — Timişoara     | 59-3  |
| 12-01-2019 | Clermont — Northampton  | 48-40 |
| 18-01-2019 | Northampton — Timişoara | 111-3 |
| 18-01-2019 | Dragons — Clermont      | 7-49  |

#### Classifica
| Pos | Squadra     | G | V | N | P | PF  | PS  | P±   | BP | PT |
| --- | ----------- | - | - | - | - | --- | --- | ---- | -- | -- |
| 1   | Clermont    | 6 | 6 | 0 | 0 | 304 | 117 | 187  | 6  | 30 |
| 2   | Northampton | 6 | 4 | 0 | 2 | 282 | 127 | 155  | 5  | 21 |
| 3   | Dragons     | 6 | 2 | 0 | 4 | 179 | 201 | −22  | 2  | 10 |
| 4   | Timişoara   | 6 | 0 | 0 | 6 | 49  | 369 | −320 | 0  | 0  |

### Girone B
|            | Incontri girone 2          |       |
| ---------- | -------------------------- | ----- |
| 13-10-2018 | Ospreys — Pau              | 27-0  |
| 13-10-2018 | Stade français — Worcester | 27-38 |
| 20-10-2018 | Pau — Stade français       | 21-15 |
| 20-10-2018 | Worcester — Ospreys        | 27-21 |
| 7-12-2018  | Pau — Worcester            | 21-6  |
| 8-12-2018  | Ospreys — Stade français   | 51-20 |
| 14-12-2018 | Stade français — Ospreys   | 12-3  |
| 15-12-2018 | Worcester — Pau            | 23-7  |
| 11-01-2019 | Stade français — Pau       | 35-14 |
| 12-01-2019 | Ospreys — Worcester        | 18-20 |
| 19-01-2019 | Pau — Ospreys              | 26-21 |
| 19-01-2019 | Worcester — Stade français | 36-31 |

#### Classifica
| Pos | Squadra        | G | V | N | P | PF  | PS  | P±  | BP | PT |
| --- | -------------- | - | - | - | - | --- | --- | --- | -- | -- |
| 1   | Worcester      | 6 | 5 | 0 | 1 | 150 | 125 | 25  | 2  | 22 |
| 2   | Ospreys        | 6 | 2 | 0 | 4 | 141 | 105 | 36  | 5  | 13 |
| 3   | Pau            | 6 | 3 | 0 | 3 | 89  | 127 | −38 | 1  | 13 |
| 4   | Stade français | 6 | 2 | 0 | 4 | 140 | 163 | −23 | 4  | 12 |

### Girone C
|            | Incontri girone 3             |       |
| ---------- | ----------------------------- | ----- |
| 12-10-2018 | Perpigano — Sale Sharks       | 24-41 |
| 13-10-2018 | Connacht — Bordeaux Bègles    | 22-10 |
| 20-10-2018 | Sale Sharks — Connacht        | 34-13 |
| 20-10-2018 | Bordeaux Bègles — Perpignano  | 25-25 |
| 8-12-2018  | Connacht — Perpignano         | 22-10 |
| 8-12-2018  | Bordeaux Bègles — Sale Sharks | 24-50 |
| 14-12-2018 | Perpignano — Connacht         | 21-36 |
| 15-12-2018 | Sale Sharks — Bordeaux Bègles | 14-17 |
| 11-01-2019 | Perpignano — Bordeaux Bègles  | 27-34 |
| 12-01-2019 | Connacht — Sale Sharks        | 20-18 |
| 19-01-2019 | Bordeaux Bègles — Connacht    | 27-33 |
| 19-01-2019 | Sale Sharks — Perpignano      | 39-10 |

#### Classifica
| Pos | Squadra         | G | V | N | P | PF  | PS  | P±  | BP | PT |
| --- | --------------- | - | - | - | - | --- | --- | --- | -- | -- |
| 1   | Sale Sharks     | 6 | 4 | 0 | 2 | 196 | 108 | 88  | 6  | 22 |
| 2   | Connacht        | 6 | 5 | 0 | 1 | 146 | 120 | 26  | 2  | 22 |
| 3   | Bordeaux Bègles | 6 | 2 | 1 | 3 | 137 | 171 | −34 | 2  | 12 |
| 4   | Perpignano      | 6 | 0 | 1 | 5 | 117 | 197 | −80 | 1  | 3  |

### Girone D
|            | Incontri girone 4        |        |
| ---------- | ------------------------ | ------ |
| 13-10-2018 | Enisej-STM — La Rochelle | 21-82  |
| 13-10-2018 | Bristol — Zebre          | 43-22  |
| 19-10-2018 | La Rochelle — Enisej-STM | 64-26  |
| 20-10-2018 | Zebre — Bristol          | 20-17  |
| 8-12-2018  | Enisej-STM — Zebre       | 14-31  |
| 8-12-2018  | Bristol — La Rochelle    | 22-35  |
| 15-12-2018 | Zebre — Enisej-STM       | 58-14  |
| 15-12-2018 | La Rochelle — Bristol    | 3-13   |
| 11-01-2019 | La Rochelle — Zebre      | 32-12  |
| 12-01-2019 | Enisej-STM — Bristol     | 9-65   |
| 19-01-2019 | Bristol — Enisej-STM     | 107-19 |
| 19-01-2019 | Zebre — La Rochelle      | 10-22  |

#### Classifica
| Pos | Squadra     | G | V | N | P | PF  | PS  | P±   | BP | PT |
| --- | ----------- | - | - | - | - | --- | --- | ---- | -- | -- |
| 1   | La Rochelle | 6 | 5 | 0 | 1 | 238 | 104 | 134  | 4  | 24 |
| 2   | Bristol     | 6 | 4 | 0 | 2 | 267 | 108 | 159  | 5  | 21 |
| 3   | Zebre       | 6 | 3 | 0 | 3 | 153 | 142 | 11   | 2  | 14 |
| 4   | Enisej-STM  | 6 | 0 | 0 | 6 | 103 | 407 | −304 | 1  | 1  |

### Girone E
|            | Incontri girone 5     |       |
| ---------- | --------------------- | ----- |
| 13-10-2018 | Benetton — Grenoble   | 40-14 |
| 13-10-2018 | Harlequins — Agen     | 54-22 |
| 19-10-2018 | Agen — Benetton       | 20-19 |
| 20-10-2018 | Grenoble — Harlequins | 19-13 |
| 7-12-2018  | Grenoble — Agen       | 22-15 |
| 8-12-2018  | Benetton — Harlequins | 26-21 |
| 14-12-2018 | Agen — Grenoble       | 14-10 |
| 15-12-2018 | Harlequins — Benetton | 20-9  |
| 12-01-2019 | Benetton — Agen       | 38-24 |
| 12-01-2019 | Harlequins — Grenoble | 38-20 |
| 18-01-2019 | Grenoble — Benetton   | 7-39  |
| 18-01-2019 | Agen — Harlequins     | 17-33 |

#### Classifica
| Pos | Squadra    | G | V | N | P | PF  | PS  | P±  | BP | PT |
| --- | ---------- | - | - | - | - | --- | --- | --- | -- | -- |
| 1   | Harlequins | 6 | 4 | 0 | 2 | 179 | 113 | 66  | 5  | 21 |
| 2   | Benetton   | 6 | 4 | 0 | 2 | 171 | 106 | 65  | 4  | 20 |
| 3   | Grenoble   | 6 | 2 | 0 | 4 | 92  | 159 | −67 | 1  | 9  |
| 4   | Agen       | 6 | 2 | 0 | 4 | 112 | 176 | −64 | 1  | 9  |

## Ordine di qualificazione
| Ordine               | Squadra              | Pt                   | Mt                   | Diff                 |
| Vincitrici di girone | Vincitrici di girone | Vincitrici di girone | Vincitrici di girone | Vincitrici di girone |
| -------------------- | -------------------- | -------------------- | -------------------- | -------------------- |
| 1                    | Clermont             | 30                   | 44                   | 187                  |
| 2                    | La Rochelle          | 24                   | 32                   | 134                  |
| 3                    | Sale Sharks          | 22                   | 27                   | 88                   |
| 4                    | Worcester            | 22                   | 19                   | 25                   |
| 5                    | Harlequins           | 21                   | 23                   | 66                   |
| Seconde classificate |                      |                      |                      |                      |
| 6                    | Connacht             | 22                   | 19                   | 26                   |
| 7                    | Bristol              | 21                   | 42                   | 159                  |
| 8                    | Northampton          | 21                   | 42                   | 155                  |
| -                    | Benetton             | 20                   | 23                   | 65                   |
| -                    | Ospreys              | 13                   | 18                   | 36                   |

## Fase aplay-off
|  | Quarti di finale | Quarti di finale | Quarti di finale |             |    | Semifinali  | Semifinali | Semifinali |  |  | Finale | Finale   | Finale |
|  |                  |                  |                  |             |    |             |            |            |  |  |        |          |        |
|  | 1                | Clermont         | 61               |             |    |             |            |            |  |  |        |          |        |
|  | 8                | Northampton      | 38               |             |    |             |            |            |  |  |        |          |        |
|  | 8                | Northampton      | 38               |             |    | Clermont    | 32         |            |  |  |        |          |        |
|  |                  |                  |                  |             |    | Clermont    | 32         |            |  |  |        |          |        |
|  |                  |                  | Harlequins       | 27          |    |             |            |            |  |  |        |          |        |
|  | 4                | Worcester        | Harlequins       | 27          | 16 |             |            |            |  |  |        |          |        |
|  | 4                | Worcester        |                  |             | 16 |             |            |            |  |  |        |          |        |
|  | 5                | Harlequins       | 18               |             |    |             |            |            |  |  |        |          |        |
|  |                  |                  |                  |             |    |             |            |            |  |  |        | Clermont | 36     |
|  |                  |                  |                  | La Rochelle | 16 |             |            |            |  |  |        |          |        |
|  | 2                | La Rochelle      | 39               |             |    |             |            |            |  |  |        |          |        |
|  | 7                | Bristol          | 15               |             |    |             |            |            |  |  |        |          |        |
|  | 7                | Bristol          | 15               |             |    | La Rochelle | 24         |            |  |  |        |          |        |
|  |                  |                  |                  |             |    | La Rochelle | 24         |            |  |  |        |          |        |
|  |                  |                  | Sale Sharks      | 20          |    |             |            |            |  |  |        |          |        |
|  | 3                | Sale Sharks      | Sale Sharks      | 20          | 20 |             |            |            |  |  |        |          |        |
|  | 3                | Sale Sharks      |                  |             | 20 |             |            |            |  |  |        |          |        |
|  | 6                | Connacht         | 10               |             |    |             |            |            |  |  |        |          |        |

### Quarti di finale
| Arbitro: | Mathieu Raynal |

|                          |      |            |
| McGuigan 9’ Solomona 14’ | mt   | 67’ Godwin |
| MacGinty 10’, 16’        | tr   | 68’ Leader |
| MacGinty 28’, 33’        | c.p. | 7’ Carty   |

| Arbitro: | Alexandre Ruiz |

|                   |      |                             |
| Heem 23’ Howe 46’ | mt   | 16’ Murley 67’ Tapuai       |
|                   | tr   | 69’ Catrakilis              |
| Weir 60’, 74’     | c.p. | 36’ M. Smith 75’ Catrakilis |

| Arbitro: | John Lacey |

|                                                                  |      |                        |
| Alldritt 12’ tecnica 20’ Doumayrou 26’ Liebenberg 40’ Rattez 71’ | mt   | 35’ Luatua 79’ O’Conor |
| West 13’, 27’ Lamb 72’                                           | tr   | 36’ Madigan            |
| West 7’, 52’                                                     | c.p. | 17’ Madigan            |

| Arbitro: | George Clancy |

|                                                                          |      |                                                            |
| Betham 19’, 48’, 76’ Penaud 25’, 57’, 75’ tecnica 27’ Nanai-Williams 71’ | mt   | 55’ Tuala 61’ Burrell 63’ Mitchell 65’ Hutchinson 78’ Moon |
| Parra 26’ Laidlaw 58’, 72’, 76’, 77’                                     | tr   | 56’, 61’, 63’, 66’, 79’ Hutchinson                         |
| Parra 1’, 43’ Laidlaw 69’                                                | c.p. | 9’ Biggar                                                  |

### Semifinali
| Arbitro: | Nigel Owens |

|                                           |      |                        |
| tecnica 23’ Murimurivalu 25’ Alldritt 50’ | mt   | 13’ tecnica 33’ Ashton |
| West 27’, 52’                             | tr   | 34’ MacGinty           |
| West 16’                                  | c.p. | 20’, 68’ MacGinty      |

| Arbitro: | John Lacey |

|                            |      |                                              |
| Lee 31’ Penaud 35’         | mt   | 38’ Brown 57’ Robshaw 65’ Lang 79’ Dombrandt |
| Parra 33’, 36’             | tr   | 58’, 66’ Smith                               |
| Parra 28’, 40+3’, 47’, 54’ | c.p. | 12’ Smith                                    |
| Lopez 9’, 25’              | drop |                                              |

### Finale
| Arbitro: | Wayne Barnes |

| |              | |
| Penaud 29’ Lee 58’ Fofana 70’ | mt           | 64’ U. Atonio |
| Laidlaw 29’, 58’, 70’ | tr           | 64’ West |
| Parra 12’ Laidlaw 22’, 51’, 56’, 79’ | c.p.         | 24’, 34’, 47’ West |
| · 68’ Toeava · Penaud · 77’ Moala · Fofana · 75’ Raka · Lopez · 17’ Parra · Lee · 65’ Lapandry · 54’ 65’ Iturria · Vahaamahina · Timani · 62’ Slimani · 62’ Kayser · 67’ Falgoux | Formazioni   | · Rattez · Retière · Doumayrou · Aguillon 54’ · Andreu 54’ · West · Kerr-Barlow 67’ · Alldritt · Gourdon · Liebenberg 62’ · Tanguy 61’ · Sazy · Atonio 65’ · Orioli 61’ · Priso 67’ |
| · 62’ Ulugia · 67’ Kakabadze · 62’ Zirakašvili · 69’ Jedrasiak · 54’ 69’ Yato · 17’ Laidlaw · 68’ Nanai-Williams · 77’ Naqalevu                                                  | Sostituzioni | · Bourgarit 61’ · Pelo 67’ · Joly 65’ · Jolmes 61’ · Kieft 62’ · Bales 67’ · Sinzelle 54’ · Botia 54’                                                                               |
| Franck Azéma | Allenatori   | Jono Gibbes |